# Barrio de la Catedral (Córdoba)
Catedral es un barrio de la ciudad de Córdoba (España), perteneciente al distrito Centro. Está situado en la ribera del Guadalquivir, entre los barrios de San Francisco-Ribera y Barrio de San Basilio y Huerta del Rey-Vallellano, con los que limita al este y suroeste respectivamente. Al norte limita con los barrios de El Salvador y la Compañía y La Trinidad, y al sur, con el río.
El barrio abarca la Mezquita de Córdoba, de la que toma su nombre, la judería y otros importantes monumentos del centro histórico.

## Demografía
El barrio de la Catedral, según el censo de enero de 2022, cuenta con una población de 2.842 personas, de las cuales 1.329 son hombres y 1.513 son mujeres.